# Kedrostis courtallensis
Kedrostis courtallensis är en gurkväxtart som först beskrevs av George Arnott Walker Arnott, och fick sitt nu gällande namn av Charles Jeffrey. Kedrostis courtallensis ingår i släktet Kedrostis och familjen gurkväxter. Inga underarter finns listade i Catalogue of Life.

## Bildgalleri

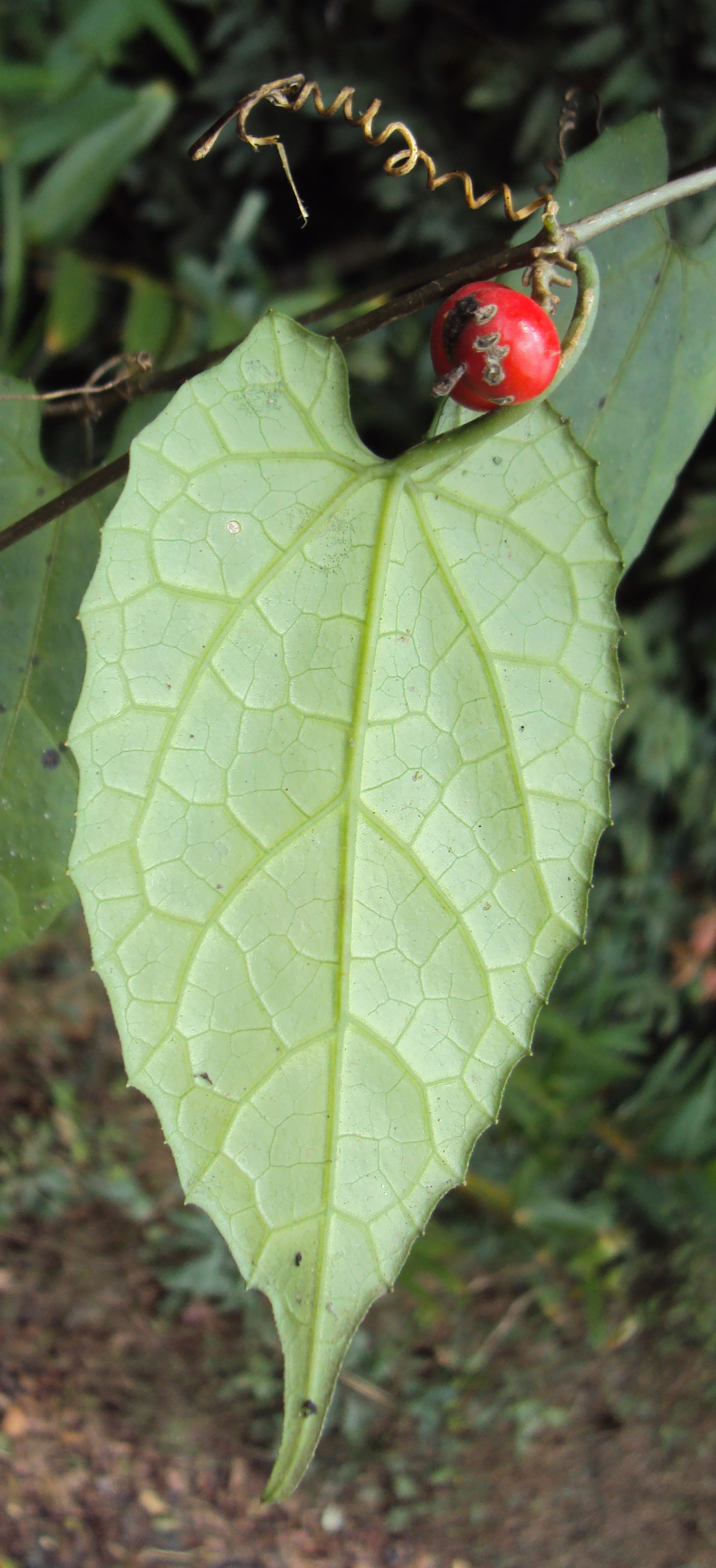
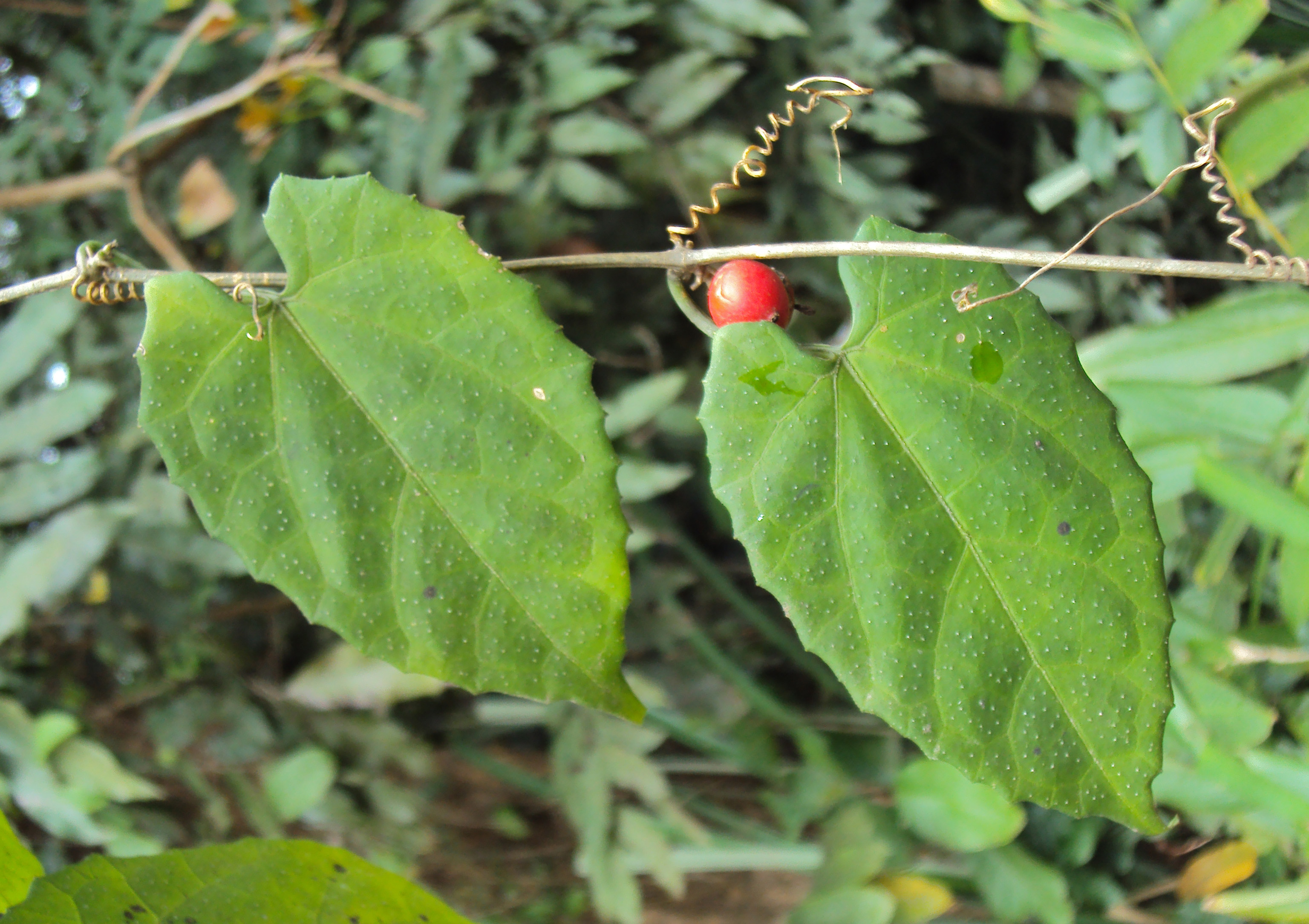
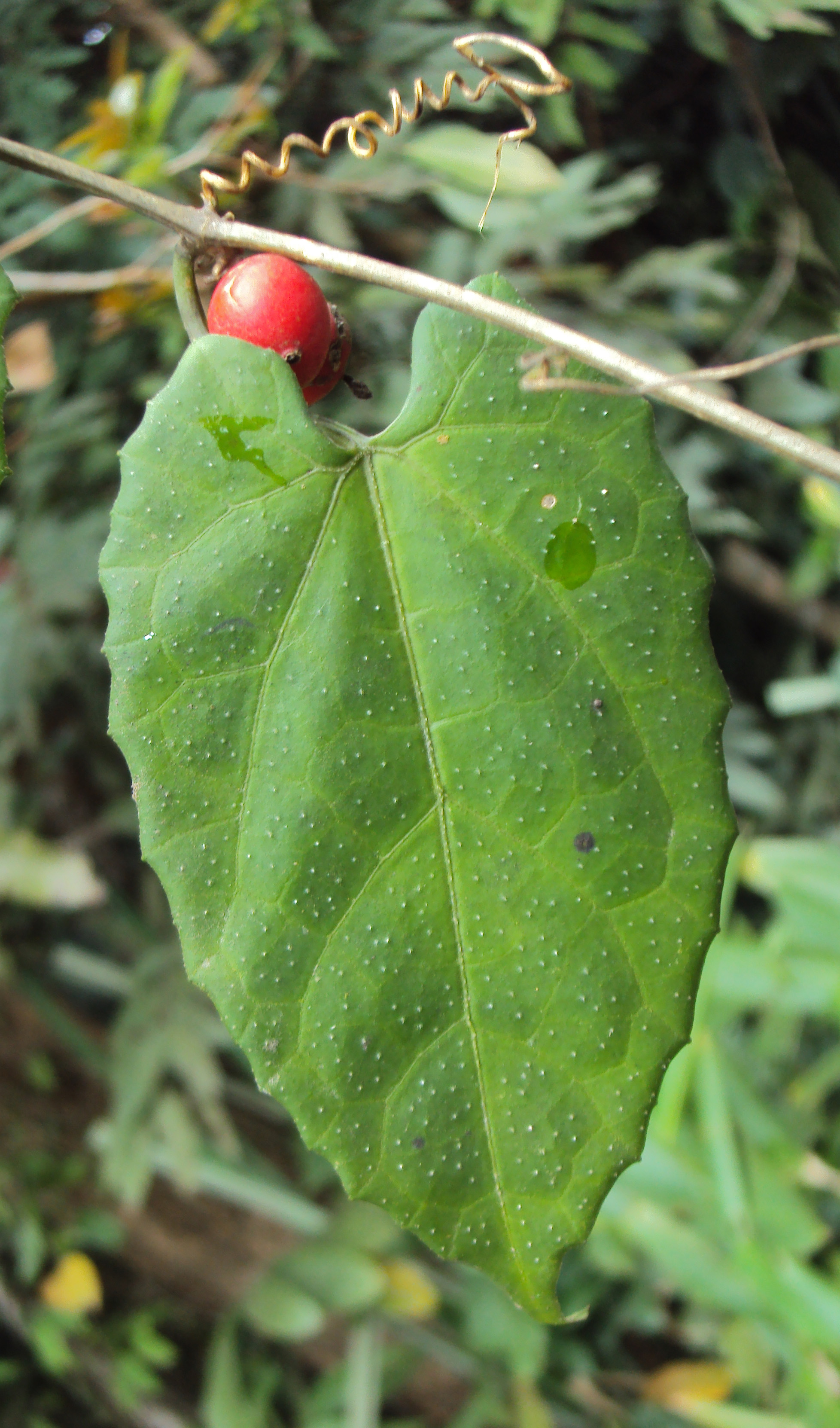
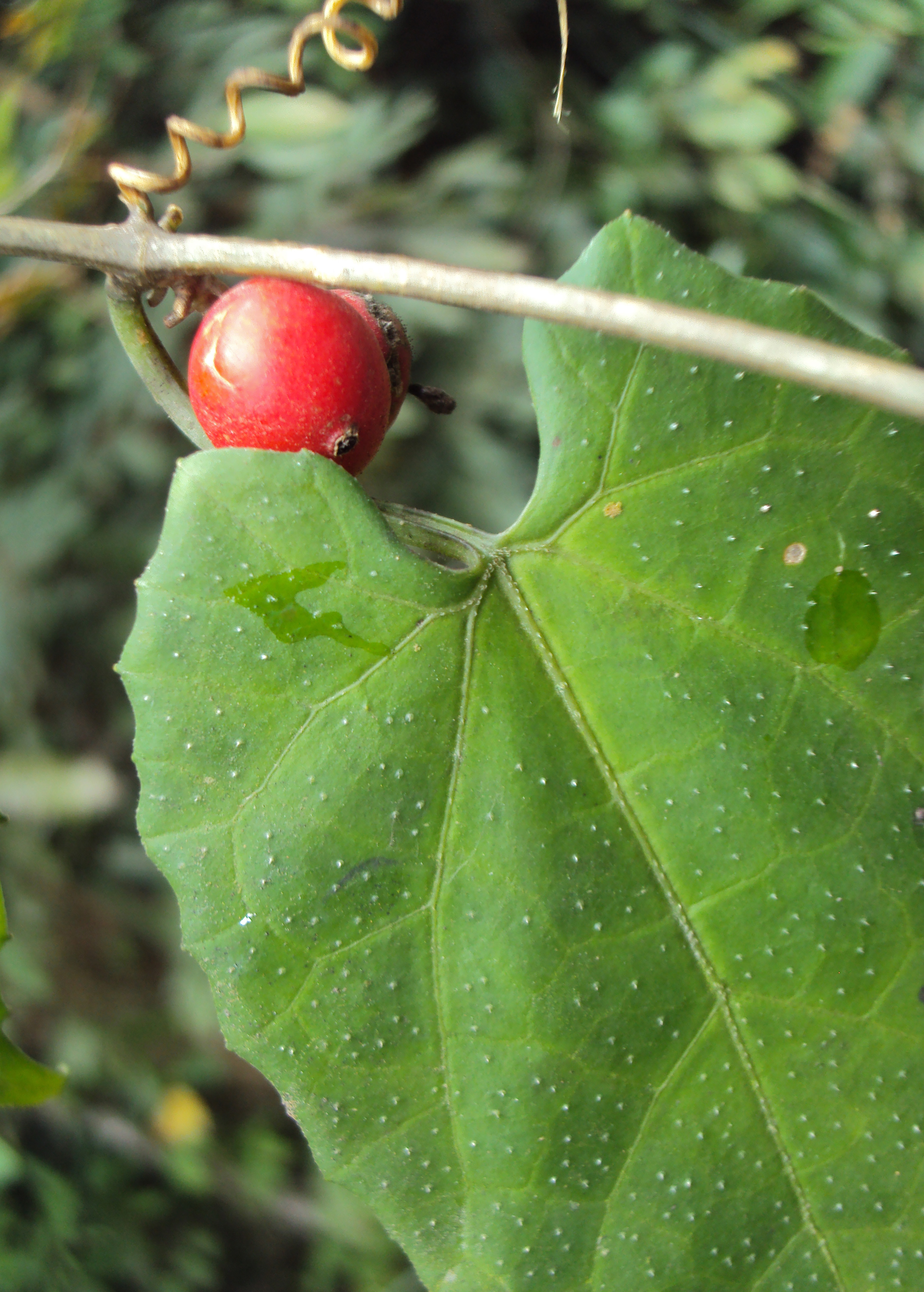
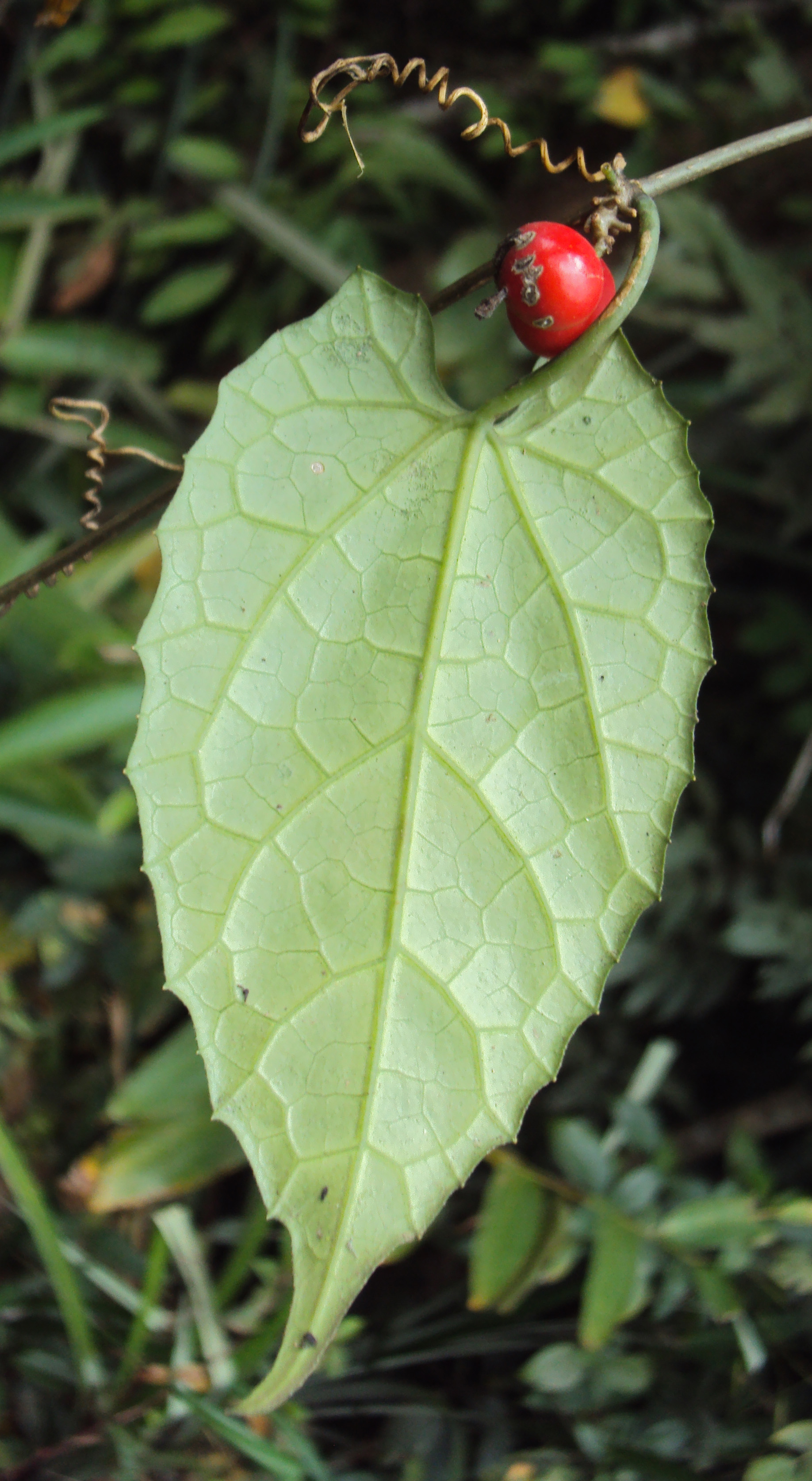
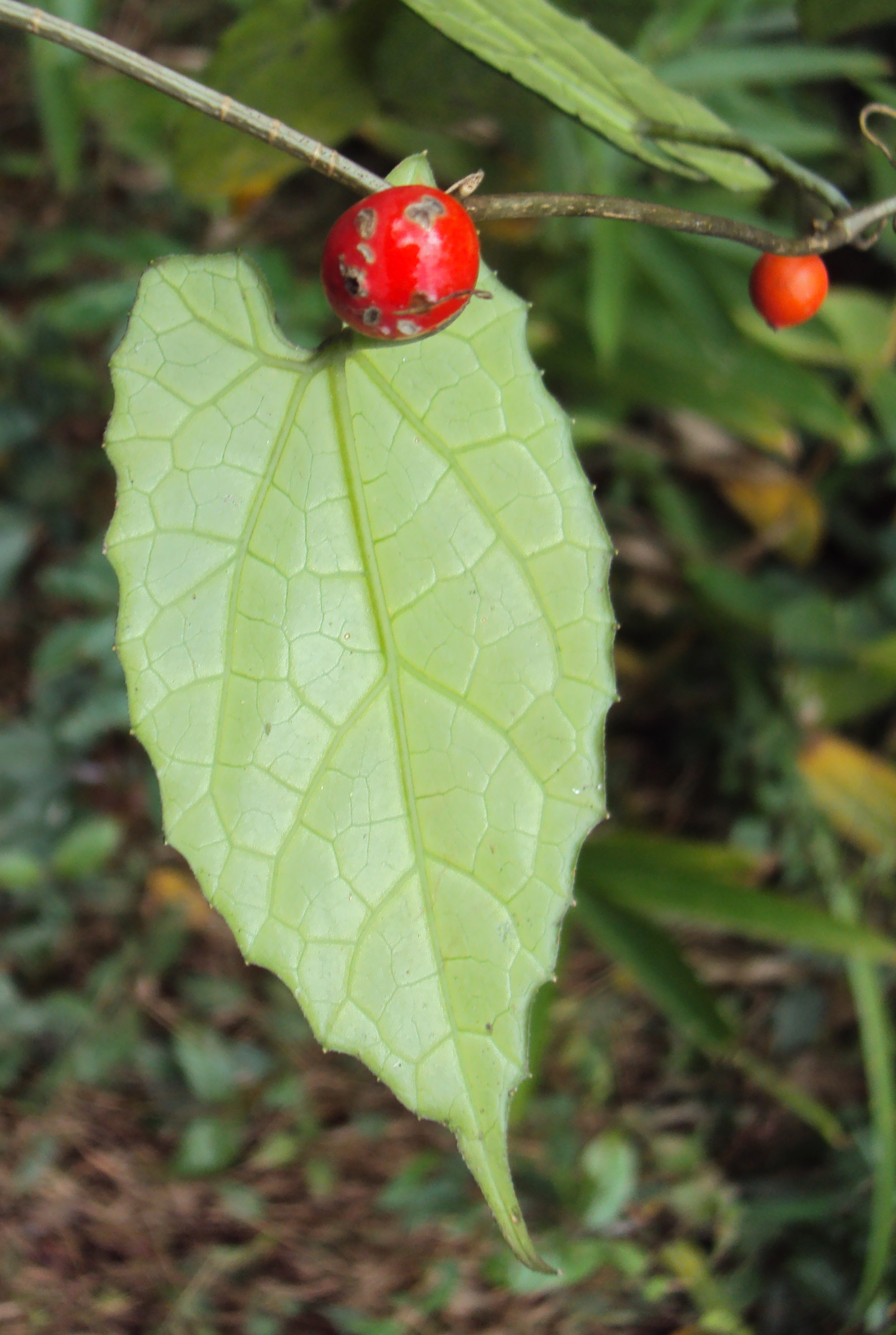